# مقصد
مقصد فیلم‌نامه‌ای فیلم‌نشده از بهرام بیضایی است از نیمهٔ دههٔ ۱۳۷۰.

## متن
فیلم‌نامه نوشتهٔ ۱۳۷۵ است و در ۱۳۷۷ به وسیلهٔ انتشاراتِ روشنگران و مطالعات زنان منتشر شد.
خلاصهٔ داستان
ماجرای «مقصد» از مجلس ختم همسر «انسی» آغاز می شود؛ شوهر انسی مرده و وی به دستور برادرشوهر مجبور می شود سوار بر یک نعش‌کش به همراه جسد شوهرش به سمت گورستان خانوادگی همسر که نقطه ای دورافتاده است برود. قرار است بعد از دفن شوهر، انسی هم در خانه ای کنار گورستان ساکن شود اما این تقدیری نیست که این زن از آن استقبال کند و دیری نمی گذرد که در اتحاد با راننده نعش‌کش، در مقابل برادرشوهر می‌ایستد...

## فیلمِ ناساخته
تلاشِ بیضایی برای ساختِ مقصد بیرون از ایران (با احتمالِ فیلم‌برداری در ترکیه) با کنار کشیدنِ تهیه‌کننده متوقّف شد. در دههٔ ۱۳۹۰ نیز ساخت این فیلم مطرح شد، ولی به نتیجه نرسید.
مهدی کریمی تهیه‌کننده سینما که زمانی به دنبال تولید مقصد بود درباره چرایی عدم تولید فیلم گفت: دقیقا ۲۹ مهرماه ۸۸ بود که پروانه ساخت مقصد را صادر کردند بدون اینکه حتی کلمه ای اصلاحیه اعمال شده باشد و برای همین ما خیلی سریع وارد فاز پیش تولید شدیم. در این مقطع برای جلب حمایت به سراغ فارابی رفتیم ولی معاونت فرهنگی بنیاد سینمایی فارابی و به ویژه شخص پژمان لشگری پور بود که می‌گفت فیلمنامه مشکل دارد. من به صراحت به بیضایی گفتم حاضرم فیلمنامه را همان طور که شما می‌خواهی بسازم چون به هر حال پروانه ساخت داریم و بعد برای اکرانش بر سر پروانه نمایش چانه می زنیم اما بیضایی گفت در شرایطی نیستم که بخواهم به چنین طریقی فیلم بسازم. 